# Rajon Schelesnodoroschny (Kaliningrad)
Der Rajon Schelesnodoroschny (russisch Железнодорожный район, Schelesnodoroschny rajon) war ein von 1947 bis 1962 bestehender Rajon (eine Verwaltungseinheit) in der russischen Oblast Kaliningrad. Er befand sich im Süden der Oblast. Sein Verwaltungssitz war die Siedlung städtischen Typs Schelesnodoroschny (Gerdauen).

## Geschichte

Vergleich der Grenzen des Nordteils des Kreises Gerdauen (blau, violett) mit dem Rajon Schelesnodoroschny (rot, violett)

Bei der Eingliederung der Oblast Königsberg in die Sowjetunion am 7. April 1946 war zunächst für den nach der neuen Grenzziehung infolge des Zweiten Weltkrieges sich in der Sowjetunion befindenden Nordteils des bis 1945 bestehenden Kreises Gerdauen ein eigener Rajon vorgesehen. Vor Ort wurde dieser Bereich bei der Übergabe an zivile Stellen am 31. Mai 1946 aber dem Rajon Friedland zugeordnet. Am 25. Juli 1947 wurde aber dann doch ungefähr für diesen Bereich ein eigener Rajon gebildet, der nach dem in Schelesnodoroschny umbenannten Ort Gerdauen benannt wurde. Zur Verwaltung des Rajons wurde das Exekutivkomitee des Schelesnodoroschner Rajonsowjets der Abgeordneten der Werktätigen ernannt (ru. Исполнительный комитет Железнодорожного районного Совета депутатов трудящихся, Ispolnitelny komitet Schelesnodoroschnowo rajonowo Soweta deputatow trudjaschtschichsja; kurz: Железнодорожный Райисполком, Schelesnodoroschny Rajispolkom). Am 12. Dezember 1962 wurde der Rajon aufgelöst und (wieder) an den Rajon Prawdinsk angeschlossen.

### Einwohner
| Jahr | Einwohner |
| ---- | --------- |
| 1959 | 12.033    |

### Dorfsowjets 1947–1962
| Name           | Verwaltungssitz | deutscher Name |
| -------------- | --------------- | -------------- |
| Frunsenski     | Frunsenskoje    | Bokellen       |
| Mosyrski       | Mosyr           | Klein Gnie     |
| Nowo-Bobruiski | Nowo-Bobruisk   | Ilmsdorf       |
| Podlipowski    | Podlipowo       | Hochlindenberg |
| Wischnjowski   | Wischnjowoje    | Altendorf      |

### Funktionsträger

#### Parteisekretäre der WKP(B)/KPdSU
- 1947–1948: A. G. Krjutschkow (А. Г. Крючков)
- 1948–1959: Prokofi Wassiljewitsch Chrjukin (Прокофий Васильевич Хрюкин)
- 1959–1962: M. S. Majewski (М. С. Маевский)

#### Vorsitzende
- 1947–1950: I. I. Gorbunow (И. И. Горбунов)
- 1950–1955: W. S. Bespalow (В. С. Беспалов)
- 1955–1956: A. P. Skobelew (А. П. Скобелев)
- 1956–1960: M. W. Schtykow (М. В. Штыков)
- 1960–1962: Andrei Antonowitsch Dowgi (Андрей Антонович Довгий)
- 1962: K. A. Kuprijanow (К. А. Куприянов)